# Servicio Militar de Ferrocarriles
El Servicio Militar de Ferrocarriles (SMF) fue un organismo militar español, dependiente del ejército de Tierra, encargado de desempeñar funciones logísticas en el ámbito de los ferrocarriles. Llegó a disponer de su propio parque motor y material móvil, así como  varios acuartelamientos militares.

## Historia
A finales del siglo XIX en el seno del Ejército español se organizó un batallón de ferrocarriles, compuesto por ingenieros, que años más tarde daría lugar a la constitución del Regimiento de ferrocarriles. Eventualmente, se formaría un Servicio Militar de Ferrocarriles (SMF) para hacerse cargo de la logística ferroviaria. En tiempo de guerra este organismo estaba encargado de la organización, explotación, construcción y destrucción de las vías férreas que constituyeran la red ferroviaria de los ejércitos.
Tras el estallido de la Guerra Civil en la zona franquista, por su parte, se decretó el restablecimiento de la Jefatura del Servicio Militar de Ferrocarriles —quedó bajo la dirección del capitán José María Rivero de Aguilar—. Bajo este organismo quedó, de facto, la coordinación ferroviaria en el territorio franquista durante el resto de la contienda. Tras el final de la Guerra Civil se reorganizaron los ferrocarriles militares, creándose un «Regimiento de zapadores ferroviarios» —con sede en la estación militar de Cuatro Vientos— y un «Regimiento de movilización y prácticas de ferrocarriles» que contaba con destacamentos por todo el territorio peninsular. En 1941 se firmó un convenio entre el SMF y RENFE mediante el cual los soldados del regimiento de movilización y prácticas se integraban como personal de RENFE una vez estos se licenciaran. A comienzos de la década de 2000 se suprimieron las instalaciones de Cuatro Vientos, trasladándose los zapadores ferroviarios a San Gregorio (Zaragoza).

## Red y material
El SMF llegó a estar a cargo de la explotación de la línea Campamento-Leganés, de uso exclusivamente militar. También operó el ramal militar de San Gregorio, que enlaza este acuartelamiento de Zaragoza con la red ferroviaria general. Para poder cumplir sus funciones el Servicio Militar de Ferrocarriles llegó a poseer un parque motor propio, compuesto por locomotoras de vapor y tractores diésel. Destaca en este sentido la locomotora de vapor tipo 2-4-0, conocida coloquialmente como «la Vaporosa».